# Pete Docter
Pete Docter est un réalisateur, scénariste, producteur et acteur américain, né à Bloomington (Minnesota) le 9 octobre 1968. Il est le directeur artistique de Pixar Animation Studios, chez qui il a réalisé Monstres et Cie, Là-haut, Vice-versa et Soul.
Il a été nommé pour huit Oscars (dont trois victoires pour Là-haut, Vice-versa et Soul comme meilleur film d'animation), six Annie Awards (cinq remportés dont deux pour Vice-versa en tant que réalisateur et scénariste), trois BAFTA Children's Film Award (qu'il remporta tous) et un Hochi Film Award (qu'il remporta).

## Biographie

### Jeunesse et formation
Peter Hans Docter est né à Bloomington, fils de Rita Margaret (Kanne) et de David Reinhardt Docter. La famille de sa mère est danoise américaine. Il a grandi introverti et socialement isolé, préférant travailler seul et ayant à se rappeler de se connecter avec les autres. Il jouait souvent dans le ruisseau à côté de sa maison, se faisant passer pour Indiana Jones et jouant des scènes. Un camarade de classe du premier cycle du secondaire l'a décrit plus tard comme "ce gamin qui était vraiment grand, mais qui était un peu maladroit, peut-être se faire prendre par les intimidateurs de l'école parce que son changement de voix à la puberté était très rude."
Ses deux parents travaillaient dans l'éducation : sa mère, Rita, enseignait la musique et son père, Dave, était chef de chœur au Normandale Community College. Il a fréquenté l'école primaire Nine Mile, l'école secondaire Oak Grove et l'école secondaire John F. Kennedy à Bloomington. Contrairement à ses deux sœurs, Kirsten Docter, qui était la violiste et membre fondatrice du Quatuor à cordes Cavani, et Kari Docter, violoncelliste du Metropolitan Opera, Docter ne s'intéressait pas particulièrement à la musique, bien qu'il ait appris à jouer de la contrebasse.
Docter a appris lui-même à faire des dessins animés, à faire des flip books et des courts métrages d'animation faits maison avec une caméra de cinéma familiale. Il a plus tard décrit son intérêt pour l'animation comme un moyen de "jouer Dieu", en composant des personnages presque vivants. Le réalisateur de dessins animés Chuck Jones, le producteur Walt Disney et le dessinateur Jack Davis ont été des inspirations majeures.
Il a passé environ un an à l'Université du Minnesota à étudier à la fois la philosophie et la fabrication de l'art avant de passer au California Institute of the Arts, où il a remporté un Student Academy Award pour sa production "Next Door" et a obtenu son diplôme en 1990 avec un baccalauréat en beaux-arts. C’est dans cette école qui va rencontrer John Lasseter et Andrew Stanton. Bien que Docter ait prévu de travailler pour Walt Disney Animation Studios, ses meilleures offres sont venues de Pixar Animation Studios et des producteurs des Simpsons. Il ne pensait pas beaucoup à Pixar à l'époque, et a plus tard considéré son choix d'y travailler comme étrange et inhabituel.

### Carrière
Avant de rejoindre Pixar, Pete Docter avait créé trois animations non informatiques, Next Door, Palm Springs et Winter. Les trois courts métrages ont ensuite été conservés par l'Academy Film Archive. Il était un fan des premiers courts métrages de la société, mais il ne savait rien d'eux autrement. Il a commenté dans une interview d'octobre 2009 : « En regardant en arrière, j'y vais un peu, qu'est-ce que je pensais ? »
Il a commencé chez Pixar en 1990 à l'âge de 21 ans après que John Lasseter a demandé à son ancien camarade de classe, Joe Ranft, qui était l'un des enseignants de Docter à CalArts, de recommander tous les élèves qui seraient un bons choix pour l'entreprise. Décidant de suivre son instinct et ce qui "se sentait bien" à l'époque, il a accepté l'offre d'emploi de Pixar alors obscur et a commencé à y travailler le lendemain de son diplôme universitaire en tant que dixième employé du groupe d'animation de l'entreprise et son troisième animateur. Docter s'est instantanément senti chez lui dans l'atmosphère soudée de l'entreprise. Il a dit : "En grandissant... beaucoup d'entre nous ont estimé que nous étions la seule personne au monde à avoir cette étrange obsession pour l'animation. En venant à Pixar, vous avez l'impression : "Oh ! Il y en a d'autres ! »
Docter avait été amené avec des responsabilités limitées, mais John Lasseter lui a rapidement attribué des rôles de plus en plus importants dans l'écriture, l'animation, l'enregistrement sonore et la musique d'orchestre. Il était l'un des trois scénaristes clés derrière le concept de Toy Story, et a partiellement basé le personnage de  Buzz l'Éclair sur lui-même. Il avait un miroir sur son bureau et en a fait des visages en conceptualisant le personnage.
Pete Docter a fait partie intégrante de certaines des œuvres les plus fondamentales de Pixar, y compris Toy Story, Toy Story 2, 1 001 Pattes et Monstres et Cie, qui ont toutes reçu les éloges de la critique et les honneurs. Il a contribué à ces films d'animation en tant que co-auteur des scénarios, et a travaillé avec des piliers CGI tels que John Lasseter, Ronnie del Carmen, Bob Peterson, Andrew Stanton, Brad Bird et Joe Ranft. Docter a qualifié ses collègues de Pixar d'un groupe "d'étalons sauvages". Il est également l'un des cinq membres fondateurs de Pixar, qui s'est réunie lors de la réalisation de Toy Story (les quatre autres étant Lasseter, Stanton, Ranft et Unkrich).
Docter a fait ses débuts en tant que réalisateur avec Monstres et Cie - le premier film Pixar non réalisé par Lasseter - qui s'est produit juste après la naissance de son premier enfant, Nick. Docter a déclaré que le passage brusque d'une dévotion complète et déterminée à sa carrière à la parentalité l'a poussé "à l'envers" et a inspiré l'histoire. En 2004, John Lasseter lui a demandé de diriger la traduction anglaise de Le Château ambulant. Docter a ensuite réalisé le film Là-haut, sorti en 2009. Il a basé le protagoniste de son film partiellement sur lui-même, sur la base de ses fréquents sentiments de maladresse sociale et de son désir de s'éloigner des foules pour contempler. À la suite du succès de Là-haut, Docter et les autres vétérans de Pixar John Lasseter, Andrew Stanton et Lee Unkrich ainsi que le collaborateur et réalisateur de longue date Brad Bird ont été honorés par le Golden Lion Honorary Award for Lifetime Achievement au 66e Festival international du film de Venise. Docter a réalisé le film Vice-versa de 2015 avec la reconnaissance de la critique. Son prochain film, Soul, est sorti sur Disney+ le 25 décembre 2020, avec les éloges de la critique.
Pete Docter a été vice-président de la créativité de Pixar Animation Studios, jusqu'en juin 2018 et après la démission de John Lasseter, il est devenu le directeur artistique du studio.

## Vie privée
Pete Docter est marié avec Amanda Docter et a deux enfants, Nicholas et Elie. Elie a un rôle de parole dans Là-haut et a été l'inspiration pour le personnage de Riley dans Vice-versa.
Docter est un fan d'anime, en particulier du travail de Hayao Miyazaki. Il a déclaré que l'animation de Miyazaki a " magnifiquement observé de petits moments de vérité que vous venez de reconnaître et auxquels vous répondez". Il est également fan de la filmographie du concurrent de Pixar : DreamWorks. Se référant à l'environnement concurrentiel, il a dit : "Je pense que c'est un environnement beaucoup plus sain quand il y a plus de diversité".

## Filmographie

### Réalisateur
- 1988 : Winter  (court métrage)
- 1989 : Palm Springs (court métrage)
- 1990 : Next Door (court métrage)
- 2001 : Monstres et Cie (Monsters Inc.) avec David Silverman et Lee Unkrich
- 2002 : La Nouvelle Voiture de Bob (Mike's New Car) (court métrage) avec Roger Gould
- 2009 : Là-haut (Up) avec Bob Peterson
- 2015 : Vice-versa (Inside Out) avec Ronnie del Carmen
- 2020 : Soul avec Kemp Powers

### Scénariste
- 1988 : Winter
- 1995 : Toy Story avec John Lasseter, Joe Ranft & Andrew Stanton (histoire originale)
- 1999 : Toy Story 2 avec John Lasseter, Ash Brannon & Andrew Stanton (histoire originale) assistés de Joe Ranft et David Reynolds
- 2001 : Monstres et Cie (Monsters Inc.) avec Ralph Eggleston, Jill Culton et Jeff Pidgeon (histoire originale) supervisés par Robert Baird & Bob Peterson
- 2002 : La Nouvelle Voiture de Bob (Mike's New Car)
- 2008 : WALL-E avec Andrew Stanton et Jim Reardon d’après une histoire originale de Andrew Stanton
- 2009 : Là-haut (Up)
- 2014 : Party Central
- 2015 : Vice-versa (Inside Out) avec Ronnie Del Carmen (histoire) et Josh Cooley & Meg LeFauve (scénario)
- 2020 : Soul scénario et histoire originale avec Mike Jones et Kemp Powers

### Acteur
- 1988 : Winter
- 1989 : Palm Springs : Sigmond le dinosaure
- 2001 : Monstres et Cie : voix additionnelles
- 2004 : Les Indestructibles (The Incredibles) : voix additionnelles
- 2005 : M. Indestructible et ses copains (Mr. Incredible and Pals) : M. Indestructible
- 2008 : WALL-E : voix additionnelles
- 2009 : Là-haut (Up) : Campmaster Strauch
- 2015 : Vice-versa (Inside Out) : la colère du père

### Producteur
- 1988 : Winter
- 2009 : Doug en mission spéciale (Dug's Special Mission)
- 2009 : George et A.J. (George and A. J.)
- 2012 : Rebelle (Brave)
- 2013 : Monstres Academy (Monsters University)

### Producteur exclusif
- 2019 : Toy Story 4
- 2020 : En avant (Onward)
- 2021 : Luca
- 2022 : Alerte rouge (Turning Red)
- 2022 : Buzz l'Éclair (Lightyear)
- 2023 : Élémentaire (Elemental)
- 2024 : Vice-versa 2 (Inside Out 2)
- 2025 : Elio
- 2026 : Toy Story 5

### Animateur
- 1988 : Winter
- 1991 : Luxo Jr. in 'Surprise' and 'Light & Heavy'
- 1995 : Toy Story
- 1997 : Le Joueur d'échecs (Geri's Game)

### Storyboarder
- 1998 : 1 001 Pattes (A Bug's Life)

## Distinctions

### Récompenses
- 2008 :
  - Nebula Award du meilleur scénario - WALL-E
  - Hugo Awards du meilleur film d'animation - WALL-E
- 2009 : 
  - Oscar du meilleur film d'animation - Là-Haut
  - Critics' Choice Movie Awards du meilleur film d'animation - Là-Haut
  - British Academy Film du meilleur film d'animation - Là-Haut
- 2015 : 
  - Golden Globe du meilleur film d'animation - Vice Versa
  - Oscar du meilleur film d'animation- Vice Versa
  - Critics' Choice Movie Awards du meilleur film d'animation - Vice Versa

- 2020/2021 : 
  - Golden Globe du meilleur film d'animation - Soul
  - Oscar du meilleur film d'animation - Soul
  - Annie Award du meilleur scénario - Soul

### Nominations
- Toy Story
- Monsters, Inc.
- Mike's New Car
- WALL-E

### Autres
| Année | Évènement                                                | Catégorie                                                | Œuvre          | Résultat   | Ref   |
| ----- | -------------------------------------------------------- | -------------------------------------------------------- | -------------- | ---------- | ----- |
| 1995  | Hugo Awards                                              | Best Dramatic Presentation                               | Toy Story      | Nomination |       |
| 2001  | Critics' Choice Movie Awards                             | Best Animated Feature                                    | Monsters, Inc. | Nomination |       |
| 2001  | Hugo Awards                                              | Best Dramatic Presentation                               | Monsters, Inc. | Nomination |       |
| 2008  | Nebula Award for Best Script                             | Nebula Award for Best Script                             | WALL-E         | Lauréat    |       |
| 2008  | Hugo Awards                                              | Best Dramatic Presentation, Long Form                    | Lauréat        |            |       |
| 2009  | Critics' Choice Movie Awards                             | Best Animated Feature                                    | Up             | Lauréat    |       |
| 2009  | Critics' Choice Movie Awards                             | Best Original Screenplay                                 | Up             | Nomination |       |
| 2009  | Golden Globe Awards                                      | Best Animated Feature Film                               | Up             | Lauréat    |       |
| 2009  | British Academy Film Awards                              | Best Animated Film                                       | Up             | Lauréat    | [ 2 ] |
| 2009  | British Academy Film Awards                              | Best Original Screenplay                                 | Up             | Nomination |       |
| 2009  | Ray Bradbury Award for Outstanding Dramatic Presentation | Ray Bradbury Award for Outstanding Dramatic Presentation | Up             | Nomination |       |
| 2009  | Hugo Awards                                              | Best Dramatic Presentation, Long Form                    | Up             | Nomination |       |
| 2009  | Satellite Awards                                         | Best Original Screenplay                                 | Up             | Nomination |       |
| 2015  | Golden Globe Awards                                      | Best Animated Feature Film                               | Inside Out     | Lauréat    | [ 3 ] |
| 2015  | Critics' Choice Movie Awards                             | Best Animated Feature                                    | Inside Out     | Lauréat    |       |
| 2015  | Critics' Choice Movie Awards                             | Best Original Screenplay                                 | Inside Out     | Nomination |       |
| 2015  | Critics' Choice Movie Awards                             | Best Comedy                                              | Inside Out     | Nomination |       |
| 2015  | British Academy Film Awards                              | Best Animated Film                                       | Inside Out     | Lauréat    | [ 4 ] |
| 2015  | British Academy Film Awards                              | Best Original Screenplay                                 | Inside Out     | Nomination |       |
| 2015  | Satellite Awards                                         | Best Animated or Mixed Media Feature                     | Inside Out     | Lauréat    |       |
| 2015  | Satellite Awards                                         | Best Original Screenplay                                 | Inside Out     | Nomination |       |
| 2015  | Ray Bradbury Award for Outstanding Dramatic Presentation | Ray Bradbury Award for Outstanding Dramatic Presentation | Inside Out     | Nomination |       |
| 2020  | Golden Globe Awards                                      | Best Animated Feature Film                               | Soul           | Lauréat    |       |
| 2021  | NAACP Image Awards                                       | Outstanding Writing in a Motion Picture                  | Soul           | Nomination | [ 5 ] |